# Södra Österbottens tingsrätt

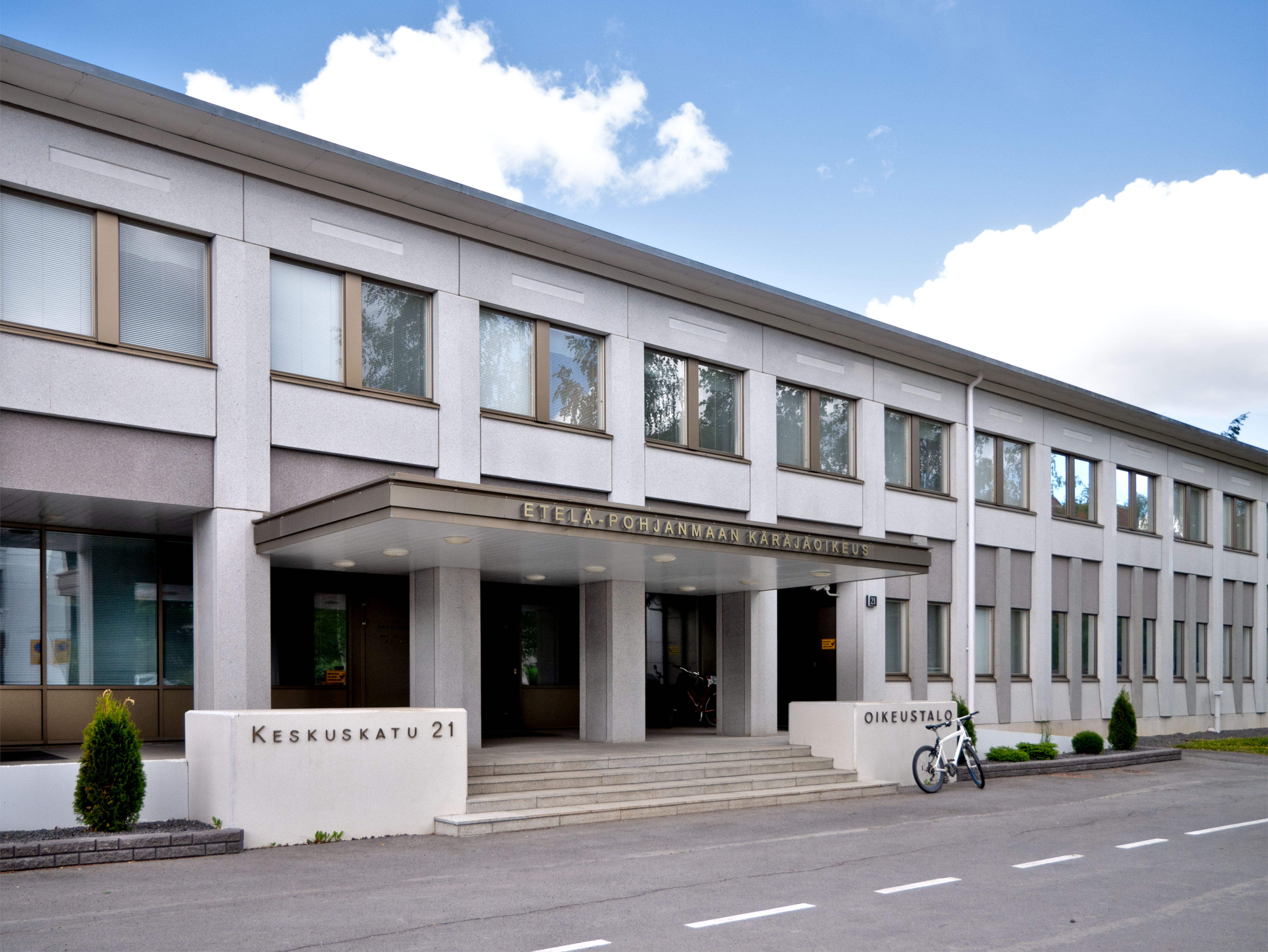
Justitiehuset i Seinäjoki.

Södra Österbottens tingsrätt (finska: Etelä-Pohjanmaan käräjäoikeus) är en finländsk tingsrätt i landskapet Södra Österbotten. Tingsrätten ligger under Vasa hovrätt och har sitt kansli i Seinäjoki, och en sammanträdesplats i Kauhava.
Södra Österbottens tingsrätt bildades år 2010 genom att sammanslå Seinäjoki, Kauhajoki och Kauhava tingsrätter.

## Domkrets
Domkretsen för Södra Österbottens tingsrätt omfattar 18 kommuner:

- Alajärvi stad
- Alavo stad
- Bötom kommun
- Etseri kommun
- Evijärvi kommun
- Ilmola kommun
- Kauhajoki stad
- Kauhava stad
- Kuortane kommun
- Kurikka stad
- Lappajärvi kommun
- Lappo stad
- Seinäjoki stad
- Soini kommun
- Storå kommun
- Storkyro kommun
- Vindala kommun
- Östermark kommun